# اتحاد بيرو لكرة القدم
تأسس اتحاد البيرو لكرة القدم في عام 1922م وانضم إلى الإتحاد الدولي لكرة القدم في 1924م وإنضم إلى اتحاد أمريكا الجنوبية لكرة القدم في 1925م.

## روابط إضافية
- Federación Peruana de Fútbol Website